# Erhe (sockenhuvudort i Kina, Heilongjiang Sheng, lat 45,08, long 127,31)
Erhe (kinesiska: 二河, 二河乡) är en sockenhuvudort i Kina. Den ligger i provinsen Heilongjiang, i den nordöstra delen av landet, omkring 91 kilometer sydost om provinshuvudstaden Harbin. Antalet invånare är 19 222. Befolkningen består av 9 286 kvinnor och 9 936 män. Barn under 15 år utgör 13,0 %, vuxna 15-64 år 78 %, och äldre över 65 år 8,0 %.
Runt Erhe är det ganska tätbefolkat, med 111 invånare per kvadratkilometer. Närmaste större samhälle är Anjia, 19,4 km väster om Erhe. Trakten runt Erhe består till största delen av jordbruksmark.
Genomsnittlig årsnederbörd är 855 millimeter. Den regnigaste månaden är juli, med i genomsnitt 188 mm nederbörd, och den torraste är januari, med 7 mm nederbörd.